# Симеон Султанов
Симеон Стефанов Султанов е български литературен критик и историк.

## Биография
Роден е на 1 юни 1927 г. в Сливен в семейството на учители по български език и литература. Завършва гимназия в родния си град (1946), след това записва право (1948), но продължава да следва философия в Софийския университет (1949 – 1950). Не завършва поради заболяване от туберкулоза.
Завежда художествената самодейност в щаба на младежката строителна бригада „Георги Димитров“ (1947). Уредник на списание „Бригадирска естрада“ (1947). Редактор в списание „Младеж“ (1948 – 1949). Последователно е редактор (1956 – 1965), завеждащ редакция „Критика“ (1965 – 1968), главен редактор (1968) и директор (1968 – 1989) на издателство „Български писател“.
За пръв път печата през 1944 г. във вестник „Заря“. Литературните му интереси са ориентирани предимно към автори като Йордан Йовков, Ангел Каралийчев и Георги Райчев. Редактира събрани и избрани съчинения на редица наши класици, сред които Светослав Минков, Георги Стаматов, Михалаки Георгиев и Иван Мешеков.
Умира на 29 януари 1989 г.

## Награди
- званието „Заслужил деятел на културата“ (август 1974),[2]
- званието „Народен деятел на изкуството и културата“ (май 1980),
- орден „Народна република България“ трета степен (юли 1977),
- орден „Народна република България“ първа степен (май 1987).